# Picot de capell negre
El picot de capell negre (Colaptes atriceps) és una espècie d'ocell de la família dels pícids (Picidae) que habita boscos del sud-est del Perú i Bolívia